# Астрономија
Астрономија (старогрчки: αστρον + νόμος и у преводу значи закон звезда) је наука која проучава објекте и појаве изван Земље и њене атмосфере. Она проучава порекло, развој, физичка и хемијска својства, кретање, као и процесе који се одвијају на небеским телима (као што су планете, звезде, звездани системи, галаксије...), појаве као што је космичко позадинско зрачење, и настанак, развој и судбину свемира. Особе које се баве астрономијом зову се астрономи.
Астрономија је једна од најстаријих наука. Астрономи раних цивилизација изводили су планска запажања о ноћном небу, а астрономски артефакти су пронађени и из много ранијег периода. Међутим, било је потребно откриће телескопа пре него што је астрономија могла да се развије у савремену науку. Историјски гледано, астрономија је укључивала разноврсне дисциплине као што су астрометрија, небеска навигација, посматрачка астрономија, израда календара, па чак и астрологија, али професионална астрономија се данас често поистовећује са астрофизиком. Од 20. века, професионална астрономија је подељена на посматрачке и теоријске гране. Посматрачка астрономија усмерена је на стицање и анализирање података, углавном коришћењем основних принципа физике. Теоријска астрономија је усмерена према развоју рачунарских или аналитичких модела за описивање астрономских објеката и појава. Два поља допуњују једно друго, тако да теоријска астрономија настоји објаснити резултате посматрања, а посматрања се користе се за потврду теоријских резултата.
Астрономија се мора разликовати од астрологије која је псеудонаука о предвиђању људске судбине посматрањем путања звезда и планета. Иако два поља деле заједничко порекло и део методологије (наиме, коришћење ефемерида), она су различита.
Ова наука се разликује од свих других због тога што изучава све оно ван планете Земље. Иако на први поглед изгледа као неважна, астрономија и њене гране су веома битне за разумевање свега у универзуму.
Астрономи аматери су допринели многим важним астрономским открићима, и астрономија је једна од преосталих наука у којој аматери још увек могу играти активну улогу, посебно у откривању и посматрању пролазних појава.

## Лексикологија
Реч астрономија буквално значи закон звезда или, зависно о преводу, култура звезда, и изведена је из грчког αστρονομία, астрономиа, која је настала од речи άστρον (астрон — звезда) и νόμος (номос — закон или култура).

### Употреба изразаастрономијаиастрофизика
Уопштено, у данашње време, било појам астрономија било астрофизика може се користити за ову тему. Према речничкој дефиницији, астрономија се односи на „проучавање материје и тела ван Земљине атмосфере и њихових физичких и хемијских својстава“, а астрофизика се односи на грану астрономије која се бави „понашањем, физичким својствима и динамичким процесима небеских објеката и појава“. Понекад, као у уводу уџбеника Физички свемир (енгл. The Physical Universe) Френка Шуа, астрономија се користи за описивање квалитативног проучавања теме, док се астрофизика користи за описивање дела науке оријентисаног на физику. Но, пошто се већина модерних астрономских истраживања бави темама везаним за физику, модерна астрономија може се у ствари назвати и астрофизиком, иако је појам астрономија у значењу шири од појма астрофизика, и подразумева више области, као што су на пример астрометрија, небеска механика, космологија, па и неке мултидисциплинарне области као што су астробиологија, археоастрономија, и слично. Многи професионални астрономи у ствари су школовани као физичари. Један од водећих научних часописа у пољу зове се Астрономија и астрофизика (енгл. Astronomy and Astrophysics).

## Историја

### Рана историја
У раним временима, астрономија је једино обухватала посматрање и предвиђања кретања објеката видљивих голим оком. На неким местима, као што је Стоунхенџ, ране културе скупиле су масивне предмете који су вероватно имали одређене астрономске сврхе. Поред њихових церемонијалних употреба, ове опсерваторије могле су бити коришћене да се изради и прати календар и утврде годишња доба, што је важан фактор за знање када засадити усеве, као и у разумевању дужине године. Астрономија је такође имала велик утицај на развој човечанства, јер су прикупљено знање и искуство унапредили економију, трговину, поморство.
Пре него што су измишљени инструменти као што је телескоп рано проучавање звезда и неба је вршено голим оком, са доступних повољних положаја, високих грађевина и земљишта.
Најранији познати астрономски уређај је Антикитера механизам, антички грчки уређај за прорачунавање кретања планета, који датира из око 150—80. п. н. е., и први је предак астрономских рачунара. Он је откривен на древној олупини код грчког острва Антикитера, између Китере и Крита у Егејском мору. Уређај је постао познат по својој примени диференцијала, за кога се раније веровало да је смишљен у 16. веку, и минијатуризацију и сложеност његових делова, упоредивих са сатом из 18. века. Изворни механизам приказан је у Бронзаној збирци Националног археолошког музеја у Атини, заједно са репликом.
Како су се цивилизације развијале, посебно Месопотамија, Египат, Персија, Грчка, Маје, Индија, Кина, Нубија и исламски свет, прављене су астрономске опсерваторије и почеле су се истраживати идеје о природи свемира. Већина ране астрономије у ствари се састојала од картирања положаја звезда и планета, наука која се данас назива астрометрија. Из ових запажања, формиране су ране идеје о кретању планета, а природа Сунца, Месеца и Земље у свемиру су филозофски истраживане. У Месопотамији су поделили годину на 12 месеци и дали имена сазвежђа Зодијака. У Египту су одредили трајање године, а преступна година потиче од тог времена. Халдејци су открили да се помрачења Месеца понављају у циклусу познатом као сарос. У то доба су у Кини умели да предвиде помрачење Месеца и Сунца, а време су мерили сунчаним сатовима. Нагнутост еклиптике у односу на небески екватор је процењена још 1000. п. н. е. у Кини. У културама Америка, пре Колумба, имали су прецизне податке о кретањима небеских тела и о трајању године. У Старој Грчкој су увели поред посматрања и мисаоне експерименте и логичко закључивање. Аристарх (310—210. п. н. е.) је ставио Сунце у центар око кога обилази Земља и друге планете (хелиоцентрични систем). Хипарх (180—125. п. н. е.) је направио каталог звезда и разврстао их на основу сјаја у шест група; открио је прецесију земљине осе, а проценио димензије и удаљеност Месеца. Птолемеј је геоцентрични систем описао у делу „Велика синтеза“. Овај систем подразумева редослед у коме се Земља налази у центру, а затим Месец, Меркур, Венера, Сунце, Марс, Јупитер, Сатурн и на крају звезде. Птолемеј је редослед одредио на основу брзина објеката на небу. Месец обиђе небо за један месец, Сунце за годину дана, а Сатурн за 29,5 година. Да би помирио погрешне идеје са посматрањима Птолемеј сматра да се свака планета окреће у малим круговима (епицикли) док орбитира око Земље. Птолемејов Геоцентрични систем је била водећа теорија током наредних 1400 година.
Током средњег века, посматрачка астрономија је углавном стагнирала у средњовековној Европи, барем до 13. века. Међутим, посматрачка астрономија процветала је у исламском свету и другим деловима света. Арапска култура, у познатом свету, постаје центар астрономије од 9. века. Од тада, Арапи, граде бројне опсерваторије – велике астрономске инструменте, зидне квадранте коришћени за мерење надморске висине астрономских објеката на преласку преко равни север-југ (меридијана). Неки од истакнутих арапских астронома су направили значајне доприносе науци, рецимо Ал-Батани и Тебит. Астрономи су у том периоду увели многа арапска имена која се сада користе за имена сјајнијих звезда на небу. Такође се верује да су комплекси у Великом Зимбабвеу и Тимбукту могле имати астрономску опсерваторију. Европљани су сматрали да није било астрономских осматрања у преколонијалној средњовековној подсахарској Африци, али модерна открића показују другачије.

### Научна револуција
Никола Коперник (1473—1543) је описао хелиоцентрични систем у делу „О кружењу небеских тела“ 1543. године. Овај систем показује да Земљина оса није фиксирана и да је Месец Земљин сателит. Галилео Галилеј (1564—1642) у посматрање уводи дурбин открива планине на Месецу, уочава да Венера има мене и схвата да њихово постојање може да се објасни само ако кружи око Сунца а не око Земље. Уочава тамне мрље на Сунцу и открива четири Јупитерова сателит, а у Млечном путу види појединачне звезде. Године 1616. теолошки саветници инквизиције осудили су га због тога што је заступао нову астрономију (залагао се за Коперников хелиоцентрични систем), и тада му је забрањено да заступа, предаје и брани осуђено учење. Почетком 17. века у Холандији се појављују први телескопи рефрактори. Године 1608. Ханс Липершеи (Hans Lippershey) пријавио је патент за откриће телескопа, али је одбијен јер су сличне инструменте пријавили и други оптичари Захарије Јансен (Zacharias Janssen) и Јакоб Метијус (Jacob Metius). У исто време, Галилео Галилеј је 1609. године унапредио оптичку конструкцију и први употребио телескоп за астрономска посматрања. Галилео Галилеј је користио телескопе који су имали увећање 15 и 20 пута и димензије сочива 2-3 центиметра. Године 1663. године Џејмс Грегори је конструисао рефлектујући телескоп са великим удубљеним примарним огледалом и мањим удубљеним секундарним огледалом које је одбијало назад кроз отвор у примарном огледалу до сочива које се налазило на доњем крају цеви. Исак Њутн (1643-1727) је 1672. године поправио конструкцију и додао равно секундарно огледало које је одбијало прикупљену светлост на окулар постављен са стране главне цеви
Кеплер је први математички дошао до законитости који су исправно описали кретања планета са Сунцем у жижи елиптичних путања којим се крећу планете. Међутим, Кеплер није успео да састави теорију која стоји иза закона које је записао. Тек су Њутново откриће небеске динамике и његов закон гравитације коначно објаснили кретање планета.
Даља открића пратила су побољшања у величини и квалитету телескопа. Опсежније звездане каталоге израдио је Лакај. Астроном Вилијам Хершел направио је детаљан каталог маглина и јата, а у 1781. открио планету Уран, прву пронађену помоћу телескопа. Удаљеност до једне звезде је први пут објављена у 1838. када је Фридрих Бесел измерио паралаксу звезде 61 Лабуда.
Крајем осамнаестог и почетком деветнаестог века, пажња коју су проблему три тела посветили Ојлер, Клеро и Д'Аламбер довела је до тачнијег предвиђања о кретању Месеца и планета и процвата небеске механике. Овај рад су додатно усавршили Лагранж и Лаплас, чиме су масе планета и сателита могле бити процењене према пертурбацијама њихових путања.
Значајан напредак у астрономији дошао је увођењем нових технологија, укључујући спектроскопију и фотографију. Фраунхофер је открио око 600 линија у спектру Сунца у 1814—1915. које је, 1859, Кирхоф приписао присутности различитих елемената на Сунцу. За остале звезде у свемиру се показало да су сличне нашем Сунцу, али са широким распоном температура, маса, и величина.
Природа наше галаксије, Млечног пута, као засебне групе звезда која има милијарде чланова била је и раније позната, али је показано тек у 20. веку, да у свемиру постоје и друге галаксије, сличне Млечном путу. Убрзо затим, откривено је и ширење свемира, уочено као удаљавање већине галаксија од нас. Савремена астрономија је такође открила многе егзотичне објекте као што су квазари, пулсари, блазари, и радио-галаксије, те је искористила ова запажања за развој физичких теорија које описују неке од тих објеката упоредо са једнако егзотичним објектима као што су црне рупе и неутронске звезде. Физичка космологија направила је огроман напредак током 20. века, са моделом Великог праска којег су снажно подржали докази које су обезбедиле астрономија и физика, као што су микроталасно позадинско зрачење, Хаблов закон, и количина и однос елемената у свемиру.
Током 62. Генералне скупштине УН, 2009. је проглашена за Међународну годину астрономије (МГА2009).

## Посматрачка астрономија
У астрономији, информација се прима углавном детекцијом и анализом видљиве светлости или других врста електромагнетског зрачења. Посматрачка астрономија може бити подељена према посматраном делу електромагнетског спектра. Неки делови спектра могу се видети са површине Земље, док су остали делови видљиви само са великих висина или из свемира. Посебне детаљи о овој подели следе у наставку.

### Радиоастрономија
Радиоастрономија проучава зрачења са таласним дужинама већим од приближно једног милиметра. Радиоастрономија се разликује од већине других облика посматрачке астрономије у томе што се посматрани радио таласи могу третирати као таласи пре него као дискретни фотони, тј. као честице. Због тога је сразмерно лакше мерити амплитуду и фазу радио-таласа, што није тако лако обавити на краћим таласним дужинама.
Иако неке радио-таласе одашиљу астрономски објекти у облику топлотног зрачења, већина радио зрачења која се види на Земљи је у облику синхротронског зрачења, које настаје када електрони интерагују са магнетским пољем. Осим тога, један број спектралних линија које производи међузвездани гас, нарочито спектрална линија молекуларног водоника, се детектује на радио-таласним дужинама (на 21 cm).
Разноврсни објекти се могу посматрати на радио-таласним дужинама, укључујући супернове, међузвездани гас, пулсаре и активна галактичка језгра.

### Инфрацрвена астрономија
Инфрацрвена астрономија бави се откривањем и анализом инфрацрвеног зрачења (са таласним дужинама већим од црвеног светла и мањим од радио-зрачења). Осим таласних дужина блиских видљивој светлости, атмосфера умногоме упија инфрацрвено зрачење, а и сама значајно зрачи у инфрацрвеном делу спектра. Сходно томе, инфрацрвене опсерваторије морају бити смештене на високим, сувим местима или у свемиру. Инфрацрвени спектар користан је за проучавање објеката који су превише хладни да би зрачили видљиво светло, попут планета и звезданих дискова. Дуже инфрацрвене таласне дужине такође могу да продру кроз облаке прашине који заустављају видљиву светлост, што омогућава посматрање младих звезда у молекуларним облацима као и галактичких језгара. Неки молекули снажно зраче у инфрацрвеном, што се може користити за проучавање хемије у свемиру, као и откривање воде у кометама

### Оптичка астрономија
Историјски гледано, оптичка астрономија, такође звана астрономија видљиве светлости, је најстарији облик астрономије, јер је први инструмент којим је посматрано небо — људско око. Посматрања телескопом да би се сачувала су првобитно цртана руком и прављене су скице. У касном деветнаестом веку, посматрања су почела да се бележе помоћу фотографије. Савремене слике се израђују помоћу дигиталних детектора, посебно детектора који користе правоугаону матрицу сензора (енгл. charge-coupled device). Иако се сама видљива светлост простире од око 4000Å до 7000Å (400nm до 700nm), иста опрема која се користи на овим таласним дужинама се користи и за посматрање блиско-ултраљубичастих и блиско-инфрацрвених делова спектра.

### Ултраљубичаста астрономија
Ултраљубичаста астрономија се углавном односи на посматрање у ултраљубичастим таласним дужинама отприлике између 100 и 3200Å (10 до 320nm). Светло на овим таласним дужинама упија Земљина атмосфера, тако да се осматрања на њима морају вршити из високих слојева атмосфере или из свемира. Ултраљубичаста астрономија је најбоља за проучавање топлотног зрачења и спектралних емисионих линија топлих плавих звезда (типа OB) које су веома сјајне у овом делу спектра. То укључује и плаве звезде у другим галаксијама. Остали објекти који се често посматрају у ултраљубичастом светлу укључују планетарне маглине, остатке супернових, и активна галактичка језгра. Међутим, ултраљубичасто светло лако упија међузвездана прашина, и мерења ултраљубичастог зрачења објеката морају бити исправљана због овог ефекта екстинкције.

### Астрономија икс-зрака
Астрономија икс-зрака или рендгенска астрономија је проучавање астрономских објеката на таласним дужинама икс-зрака. Типично, објекти одашиљу икс-зраке као синхротронско зрачење (произведено од електрона који се крећу око линија магнетског поља), топлотно зрачење ретких гасова (закочно зрачење) на температурама изнад 107 (10 милиона) Келвина, и топлотно зрачење густих гасова (зрачење црног тела) на температурама изнад 107 Келвина. Будући да икс-зраке упија Земљина атмосфера, сва посматрања икс-зрака морају се обављати високолетећим балонима, ракетама или свемирским опсерваторијама. Значајни извори икс-зрака су рендгенске бинарне звезде, пулсари, остаци супернова, елиптичне галаксије, галактичка јата, и активна галактичка језгра.

### Астрономија гама-зрака
Астрономија гама-зрака је проучавање астрономских објеката у најкраћим таласним дужинама електромагнетског спектра. Гама-зраци могу бити посматрани директно путем сателита као што су Комптонова опсерваторија гама зрака или специјализованих телескопа званих атмосферски Черјенковљеви телескопи. Черјенковљеви телескопи у ствари не детектују гама зраке директно већ препознају блескове видљиве светлости произведене када гама зраке упија Земљина атмосфера.
Већина извора гама-зрачења су у ствари експлозије гама-зрака, објекти који производе гама зрачење за неколико милисекунди до неколико хиљада секунди пре него што нестану. Само 10% извора гама-зрака су стални извори. Они укључују пулсаре, неутронске звезде, и кандидате за црне рупе, као што су активна галактичка језгра.

### Подручја посматрачке астрономије ван електромагнетског спектра
Поред електромагнетног зрачења, постоји још начина да посматрамо свемир са планете Земље.
У неутринској астрономији, астрономи користите посебне подземне објекте као што су SAGE, GALLEX и Камиока II/III за детектовање неутрина који потичу углавном из Сунца, али и из других објеката као што су супернове.
Космички зраци састоје се из честица велике енергије који се могу видети када уђу у Земљину атмосферу и интерагују са честицама у њој. Очекује се да ће неки будући детектори неутрина бити осетљиви и на неутрине настале када космички зраци улете у Земљину атмосферу.
Детекција гравитационих таласа је ново поље астрономије, у којем се покушавају наћи гравитациони таласи. Детектори као што је LIGO (енгл. Laser Interferometer Gravitational Observatory) већ постоје, али како се гравитациони таласи екстремно тешко могу посматрати, ове опсерваторије још нису имале резултата. Детекција и посматрање гравитационих таласа ће помоћи даљи развој теорије, као и проучавање изузетно компактних објеката у свемиру.
Планетарна астрономија има велике користи од директног посматрања помоћу свемирских летелица и мисија доношења узорака материјала са планета и осталих небеских тела у Сунчевом систему. Ово подразумева мисије са даљинским сензорима, роботизованим возилима која могу да обаве експерименте на површини планете, ударних објеката који омогућавају даљинско посматрање материјала унутар небеских тела, као и мисије за враћање узорака које омогућавају непосредно, лабораторијско испитивање.

### Астрометрија и небеска механика
Једна од најстаријих области у астрономији, и у целокупној науци, је мерење положаја небеских тела. Историјски гледано, познавање тачних положаја Сунца, Месеца, планета и звезда је одувек било важно у небеској навигацији.
Пажљива мерења положаја планета је довело до сазнања и разумевања гравитационе силе у свемиру, и могућности да се утврде прошли и будући положаји планета са великом прецизношћу, поље познато као небеска механика. Скора праћења небеских тела који пролазе близу Земље ће нам омогућити да предвидимо сусрете и потенцијалне сударе Земље са тим објектима.
Мерења звездане паралаксе оближњих звезда ствара основ за мерење даљина ближој галактичкој околини. Мерења паралаксе оближњих звезда представља основ за утврђивање карактеристика удаљених звезда, простим поређењем њиховим особина. Мерења радијалне брзине и сопственог кретања приказује кретање и положај објеката у Млечном путу. Астрометрички резултати се такође користе за мерење распореда тамне материје у Галаксији.
За време 1990-их година, астрометријска техника мерења звезданих колебања је коришћена за откривање вансоларних планета које орбитирају око оближњих звезда.

## Теоријска астрономија
Теоријска астрономија користи широк спектар алата који укључује аналитичке моделе и рачунарске нумеричке симулације. Сваки од ових модела има своје предности и мане. Аналитички модели просеца генерално су најбољи за увид у суштину онога шта се дешава. Нумерички модели могу открити постојање феномена и ефеката који на други начин не могу да се виде.
Теоретичари у астрономији настоје да створе теоријске моделе и схвате шта би били њихови посматрани резултати. Ово помаже посматрачима да траже податке који могу да потврде или побију модел или да помогну у одабиру између неколико алтернативних или сукобљених модела. Теоретичари такође покушавају да створе или измене моделе узимајући у обзир нове податке. У случају недоследности, основна тенденција је да се покуша са прављењем минималних модификација модела како би одговарао добијеним подацима. У неким случајевима, велика количина недоследних података временом може довести до потпуног одбацивања модела.
Теме којима се баве теоретичари у астрономији су: звездана динамика и еволуција; формирање галаксија, структуре великих размера материје у свемиру; порекло космичких зрака; општа релативност и физичка космологија, укључујући космологију струна и физику астрочестица. Општа теорија релативности служи као алат за мерење својства структура великих размера код којих гравитација игра значајну улогу у физичким појавама које се изучавају и као основа за (астро)физику црних рупа и проучавање гравитационих таласа.
Тамна материја и тамна енергија су тренутно међу водећим темама у астрономији, и тренутно су то само теоријски модели настали током проучавања галаксија при покушају да се објасне одређени посматрачки подаци.
Неке широко прихваћене и проучаване теорије и модели у астрономији, сада укључени у Ламбда-ХТМ модел су модел Великог праска, инфлација свемира, тамна материја и фундаменталне теорије физике.
Неколико примера овог процеса:
| Физички процес      | Посматрачка алатка                      | Теоријски модел                | Објашњава / предвиђа                     |
| Гравитација         | Радио-телескопи, инфра-црвени телескопи | Гравитационо-сажимајући систем | Стварање звезда                          |
| Нуклеарна фузија    | Спектроскопија                          | Звездана еволуција             | Стварање енергије и елемената у звездама |
| Велики прасак       | Хаблов свемирски телескоп, ...          | Ширење свемира                 | Старост свемира                          |
| Квантне флуктуације | —                                       | Инфлација свемира              | Геометрија свемира                       |
| Гравитациони колапс | Астрономија икс-зрака                   | Општа релативност              | Црне рупе у центру галаксија             |

## Области астрономије према предмету изучавања

### Астрономија Сунца
На удаљености од око осам светлосних минута (149.476.000 km), налази се најчешће проучавана звезда, Сунце, типична звезда главног низа звездане класе G2V и стара око 4,6 милијарди година. Сунце није променљива звезда, али подлеже периодичним променама у активности познатим као Сунчев циклус. То је 11-годишња флуктуација у броју Сунчевих пега. Сунчеве пеге су области потпросечне температуре које су повезане са интензивном магнетном активношћу.
Сунце је временом повећавало своју луминозност, повећавши је за око 40% од времена кад је постало звезда главног низа. Сунце такође има периодичне промене у луминозности које могу имати значајан утицај на Земљу. За Маундеров минимум, на пример, верује се да је проузроковао мини ледено доба у средњем веку.
Видљива спољна површина Сунца се зове фотосфера. Изнад овог слоја налази се танка област позната као хромосфера. Ово је окружено прелазном облашћу нагло повећаних температура, а затим и супер-загрејаном короном.
У средишту Сунца је језгро, простор довољно високе температуре и притиска за одигравање нуклеарне фузије. Изнад језгра је радијациона зона, где плазма проводи енергију путем зрачења. Спољни слојеви формирају конвективну зону где гас преноси енергију првенствено преко конвекције. Верује се да граница између радијационе и конвективне зоне ствара магнетну активност Сунца, која између осталог изазива и Сунчеве пеге.
Сунчев ветар честица плазме непрестано струји од Сунца све док не дође до хелиопаузе. Честице Сунчевог ветра интерагују са магнетним омотачем Земље и тако стварају Ван Аленов појас зрачења, као и поларну светлост.

### Планетарна астрономија
Истраживање планета даје податке о саставу и орбитама планета, сателита, патуљастих планета, комета, астероида и других тела која орбитирају око Сунца, као и вансоларне планете. Сунчев систем је релативно добро проучен, углавном телескопским посматрањима и касније свемирским летелицама. Ово је омогућило добро разумевање настајања и развоја овог планетарног система, иако су многа нова открића и даље у току.
Сунчев систем је подељен на унутрашње планете, главни појас астероида, спољашње планете, Којперов појас и Ортов облак. Унутрашње или планете Земљиног типа су Меркур, Венера, Земља и Марс. Астероидни појас садржи велики број астероида и патуљасту планету Цереру. Спољашње планете, гасовити џинови, или планете Јупитеровог типа су Јупитер, Сатурн, Уран и Нептун. Иза Нептуна лежи Којперов појас са неколико патуљастих планета од којих је најпознатији Плутон, и коначно Ортов облак, станиште комета, који се можда протеже и на удаљености од око једне светлосне године.
Планете су створене из протопланетарног диска који је окруживао прото-Сунце. Кроз процес који је укључивао гравитационо привлачење, сударе и акрецију, диск је стварао згрушњења материје које су, временом, постале протопланете. Притисак зрачења Сунчевог ветра је избацио већи део преостале материје, а само планете са довољном масом су задржале своје атмосфере. Планете су наставиле да избацују преосталу материју за време трајања периода интензивног бомбардовања (као доказ тог периода остали су ударни кратери на Месецу). За време овог периода, неке од протопланета су се судариле, што је водећа хипотеза настанка Месеца.
Једном када планета достигне довољно велику масу, материјали различитих густина одвајају се током планетарне диференцијације. Овај процес може створити камено или метално језгро, окружено омотачем и спољном површином. Језгро може имати чврсте и течне области, и нека планетарна језгра производе сопствено магнетно поље које штити њихову атмосферу да је не одува Сунчев ветар.
Унутрашња топлота планете или сателита настаје од судара који су створили тело, од радиоактивних материјала (нпр. уран, торијум или 26алуминијум), или плимског загревања. Неке планете и сателити накупе довољно топлоте да се покрену геолошки процеси као што су вулкани и тектонски покрети. Оне планете које накупе или успеју да поврате атмосферу могу такође подлећи површинској ерозији од стране ветра или воде. Мања тела, без плимског загревања, хладе се брже и њихове геолошке активности престају са изузетком ударних кратера.

### Звездана астрономија
Проучавање звезда и њиховог развоја је у основи разумевања свемира. Знања о звездама су добијена помоћу посматрања, теоријског истраживања и из рачунарских симулација.
Стварање звезда се одиграва у густим областима прашине и гаса, познатим као молекуларни облаци. Када су дестабилизовани, делови тог облака могу да колабирају под утицајем гравитације, да би формирали протозвезде. Довољно густо и вруће језгро ће покренути процес фузије, и тако створити звезду главног низа.
Скоро сви елементи тежи од водоника и хелијума су настали унутар језгара звезда.
Карактеристике звезде која настаје зависе највише од њене масе. Што је звезда масивнија, већа је њена луминозност, и брже се троши водоник у језгру. Временом, водоник се у потпуности претвори у хелијум, и звезда почиње да се мења. Фузија хелијума захтева веће температуре језгра, тако да звезда нараста и у величини и у густини језгра. Тако настаје црвени џин. Црвени џин живи кратак временски период, пре него што се хелијум у језгру у потпуности потроши. Веома масивне звезде такође могу да прође кроз одређене фазе развоја које подразумевају фузију тежих елемената.
Коначна судбина звезде зависи од њене масе. Звезда масе веће од око осам Сунчевих маса постаје супернова, док се мање звезде формирају планетарну маглину и претворе у беле патуљке. Остатак супернове је густа неутронска звезда, или, ако је звездана маса била најмање три пута већа од Сунчеве, црна рупа. Блиски двојни системи звезда могу поћи комплекснијим еволуционим путем, као што је пренос масе на белог патуљка који потенцијално може изазвати супернову. Планетарне маглине и супернове су неопходне за ширење метала у међузвездано окружење; без њих, све нове звезде (и њихови системи планета) били би створени само из водоника и хелијума.

### Галактичка астрономија
Наш Сунчев систем орбитира унутар Млечног пута, спиралне пречкасте галаксије која је члан Локалне групе галаксија. То је ротирајућа маса гаса, прашине, звезда и других објеката, које држе на окупу међусобна гравитациона привлачења. Пошто се Земља налази у прашинастом спољашњем краку, постоје многи делови Млечног пута који су за нас невидљиви.
У средишту Млечног пута је језгро, шире (дебље) у односу на околни диск галаксије. Језгро има издужени облик (облик пречке) и садржи у центру, како се верује, супермасивну црну рупу. Оно је окружено са четири примарна крака који се увијају од центра ка споља. Ово је регион активног формирања звезда који садржи мноштво младих звезда, популације I. Диск је окружен лоптастим халоом старих популације II, као и релативно густим концентрацијама звезда познатих као глобуларна јата.
Између звезда се налази међузвездани простор, простор ретке материје. У најгушћем делу, молекуларни облаци састављени од молекуларног водоника и других елемената формирају регионе звезданих породилишта. Они почињу као неправилна тамна маглина, која се концентрише и колапсира (у запреминама одређеним Џинсовом дужином) да би формирала згуснуте протозвезде.
Како се појављују масивније звезде, оне претварају облак у H II регион, област сјајног јонизованог гаса и плазме. Звездани ветар и експлозије супернових од ових најмасивнијих звезда служе за ширење облака, често остављајући иза себе једно или више младих отворених јата звезда. Ова јата се постепено растурају и звезде се прикључују популацији Млечног пута као појединачне звезде.
Проучавање кретања материје у Млечном путу и другим галаксијама је доказало да у њима постоји више масе него што се може измерити у видљивој материји. Хало тамне материје изгледа да је доминантна маса, иако природа ове тамне материје остаје непозната.

### Вангалактичка астрономија
Проучавање објеката ван наше галаксије је грана астрономије која се бави формирањем и еволуцијом галаксија, њиховом морфологијом и класификацијом, и испитивањем активних галаксија. Ово последње је важно за разумевање структуре великих размера у свемиру.
Већина галаксија је организована у јасне облике који омогућавају њихово класификовање. Оне су обично подељене на спиралне, елиптичне и неправилне галаксије.
Као што им име каже, елиптичне галаксије имају облик елипсе. Звезде се крећу дуж насумичних орбита без преовлађујућег правца. Ове галаксије садрже мало или нимало међузвездане прашине, мало звезданих породилишта и углавном старије звезде. Елиптичне галаксије се често налазе у језгрима галактичких јата, и могу настати спајањем великих галаксија.
Спирална галаксија је организована у раван, ротирајући диск, обично са избочином или пречком у средишту и светлим краковима који се шире према ивици. Кракови су области звезданих породилишта којима масивне младе звезде дају плаву нијансу. Спиралне галаксије су типично окружене халоом старијих звезда. И Млечни пут и Андромедина галаксија су спиралне галаксије.
Неправилне галаксије су хаотичног изгледа, и нису ни елиптичне ни спиралне. Око четвртина свих галаксија су неправилне, и особеност изгледа тих галаксија можда је резултат гравитационих интеракција. Оне су, по правилу, галаксије мањих димензија, у поређењу са спиралним и елиптичним.
Активна галаксија је галаксија која емитује значајну количину своје енергије из извора који нису звезде, прашина и гас; већ из згуснуте области у језгру, за коју се обично мисли да је супермасивна црна рупа која емитује зрачење због материјала који у њу упада.
Радио-галаксија је активна галаксија која је веома светла у радио делу спектра, и избацује огромне облаке гаса. Активне галаксије које емитују зрачење високе енергије укључују Сејфертове галаксије, квазаре и блазаре. Квазари су најсветлији познати објекти у свемиру.
Структуру великих размера у свемиру представљају групе и јата галаксија. Ова структура је организована у хијерархију група, од којих су највећа суперјата. Укупна материја је организована у галактичким нитима и зидовима, који остављају велике празнине међу собом.

### Космологија
Космологија (грч. κοσμος — свет, универзум и λογος — наука, проучавање) се бави проучавањем свемира у целини.
Посматрања структуре великих размера у свемиру, област позната као физичка космологија, допринела је разумевању о стварања и еволуције космоса. Фундаментална за модерну космологију је добро позната теорија Великог праска. Концепт Великог праска води порекло још и пре открића позадинског микроталасног зрачења 1965. године, које је несумњиво изнело ову теорију у први план.
Током овог ширења, свемир је прошао кроз неколико еволуционих фаза. У веома раним моментима, сматра се да је свемир доживео веома брзу инфлацију, која је уједначила почетне услове. Након тога, нуклеосинтеза је произвела обиље елемената у раном свемиру. (Види још нуклеокосмохронологија.)
Кад су настали први атоми, свемир је постао провидан за зрачење, ослобађајући енергију коју данас видимо као позадинско микроталасно зрачење. Свемир који се и даље ширио ушао је у Тамно доба због недостатка звезданих извора енергије.
Хијерархијска структура материје почела је да се ствара од малених варијација у густини масе. Материја се акумулира у најгушће области, стварајући облаке гаса и најраније звезде. Ове масивне звезде су изазвале рејонизацију и верује се да су створиле већину тежих елемената (тежих од водоника и хелијума) у раном свемиру.
Гравитационе скупине су се нагомилале у дуге нити, остављајући празнине за собом. Постепено, скупине гаса и прашине су се спајале и створиле прве примитивне галаксије. Временом, оне су увлачиле све више и више материје, и често су биле организоване у групе и јата галаксија, а затим и у суперјата великих димензија.
Сматра се да је основно за структуру свемира постојање тамне материје и тамне енергије. За њих се данас сматра да чине 96% масе свемира, мада не постоји ни најмање сазнање о њиховој физичкој природи. Због овог разлога, много напора се троши у покушајима схватања њихове физике.

## Међудисциплинарна проучавања
Астрономија и астрофизика су развиле значајне међудисциплинарне везе са другим наукама. Археоастрономија и етноастрономија проучавају древне и традиционалне астрономије у њиховом културном контексту, користећи археолошке и антрополошке доказе. Астробиологија је наука о настанку и еволуцији биолошких система у свемиру, са посебним нагласком на могућност постојања ванземаљског живота.
Проучавање атома, молекула и једињења у свемиру, укључујући њихов настанак, интеракције и уништење зове се астрохемија. Ове супстанце се обично налазе у молекуларним облацима, иако се могу наћи и у звездама ниских температура, смеђим патуљцима и планетама. Космохемија је проучавање елемената, молекула и једињења пронађених у Сунчевом систему, укључујући порекло елемената и распоред односа изотопа. Оба ова поља представљају спој астрономије и хемије.

## Аматерска астрономија
Астрономија је једна од наука којој аматери могу највише да допринесу.
Астрономи аматери посматрају разне небеске објекте и појаве, понекад опремом коју су сами направили. Најчешћи циљеви су Месец, планете, звезде, комете, метеорски ројеви, те разни објекти дубоког неба као што су звездана јата, галаксије и маглине. Једна грана аматерске астрономије, аматерска астрофотографија, укључује прављење фотографија ноћног неба. Многи аматери се специјализују у посматрању одређених објеката, врста објеката, односно врста догађаја који их занимају.
Већина аматера ради на видљивим таласним дужинама, али постоје и они који експериментишу са таласним дужинама ван видљивог спектра. То укључује коришћење инфрацрвених филтера на конвенционалним телескопима, као и коришћење радио-телескопа. Пионир аматерске радиоастрономије је Карл Јански који је почео да осматра небо на радио-таласним дужинама 1930-их. Један број астронома аматера користити било телескопе направљене у самоградњи или телескопе који су првобитно изграђени за астрономска истраживања, а који су сада доступни аматерима (нпр. Телескоп од једне миље).
Астрономи аматери и даље научно доприносе астрономији. У ствари, то је једна од ретких научних дисциплина у којој аматери још увек могу да учине значајне доприносе. Аматери, рецимо, могу да врше посматрања окултација која се користе за усавршавање орбита малих планета. Они такође могу открити комете, и обављати редовна посматрања променљивих звезда. Побољшања у дигиталној технологији омогућила су аматерима да остваре импресиван напредак у области астрофотографије.
Још једна ствар због које је астрономија специфична, је то што иде и до крајњих граница што се тиче могућности бављења аматерски њоме. Довољно је само заузети добар положај, имати нешто при руци ради записивања и уколико неко жели да иоле буде озбиљнији, довољан му је и јефтин двоглед.

## Отворена питања у астрономији
Мада је астрономија начинила огромне кораке у разумевању природе свемира и његовог садржаја, постоје важна питања која су још увек остала отворена. Одговори на њих могу захтевати изградњу нових инструмената на Земљи и у свемиру, и могуће нова открића у теоретској и експерименталној физици.
- Шта је порекло распореда звезданих маса? То јест, зашто астрономи увек виде исти распоред звезданих маса — иницијалну функцију масе — без обзира на почетне услове?[56] Потребно је боље разумевање процеса стварања звезда и планета.
- Има ли ванземаљског живота у свемиру? Посебно, има ли другог интелигентног живота? Ако има, шта је објашњење за Фермијев парадокс? Постојање ванземаљског живота има важне научне и филозофске импликације.[57][58]
- Каква је природа тамне материје и тамне енергије? Изгледа да оне доминирају еволуцијом и судбином свемира, па ипак ми још увек не знамо каква је њихова природа.[59]
- Зашто је свемир настао? Зашто су, на пример, физичке константе распоређене тако да дозвољавају постојање живота? Може ли то бити резултат космолошке природне селекције? Шта је узрок инфлације која је учинила наш свемир хомогеним?[60]
- Шта је коначна судбина свемира?[61]
- Шта је претходило великом праску?[62]